# John Cornyn
John Cornyn (* 2. února 1952 Houston, Texas) je americký politik za Republikánskou stranu, od voleb v roce 2002 senátor Senátu Spojených států amerických za stát Texas.
Získal v roce 1977 titul J.D. (doktora práv) na St. Mary's University School of Law v San Antoniu a pak v roce 1995 titul LL.M. na University of Virginia. Od roku 1985 do roku 1991 pracoval jako okresní soudce a od ledna 1991 do 1997 jako soudce Nejvyššího soudu Texasu, kam byl zvolen za Republikánskou stranu. Následně v roce 1998 zvítězil ve volbách do funkce generálního prokurátora Texasu, když se ziskem 54 % hlasů porazil Jima Mattoxe.
V roce 2002 poprvé uspěl ve volbách do Senátu Spojených států amerických, když se ziskem 55,3 % hlasů porazil Rona Kirka. V roce 2008 funkci obhájil se ziskem 54,8 % hlasů proti Ricku Noriegovi a v roce 2014 obhájil se ziskem 61,8 % hlasů proti Davidu Alameelovi.
Je ženatý a s manželkou mají dvě dcery.